# Collegio elettorale di Sarnico
Il collegio elettorale di Sarnico è stato un collegio elettorale uninominale del Regno di Sardegna per l'elezione della Camera dei deputati.
Il collegio uninominale venne istituito nel novembre 1859 insieme ad altri 259 collegi uninominali.
Comprendeva il mandamento di Sarnico e quei comuni, appartenenti al mandamento di Trescore, che erano situati sulla sinistra del Cherio. 
Con l'unità d'Italia il territorio divenne parte del collegio di Trescore.

## Dati elettorali
Nel collegio si svolsero votazioni solo per la VII legislatura.

### VII legislatura
Le votazioni si svolsero in 387 collegi uninominali a doppio turno. Come previsto dalla legge elettorale del 20 novembre 1859, era eletto al primo turno il candidato che «riunisce in suo favore più del terzo dei voti del total numero dei membri componenti il collegio e più della metà dei suffragi dati dai votanti presenti all'adunanza» (art. 91). Se nessun candidato era eletto, al ballottaggio tra i due candidati con più voti era eletto chi otteneva il maggior numero di voti (art. 92) o, in caso di ugual numero di voti, il maggiore d'età (art. 93).
| Partito                            | Partito                            | Candidato                          | Primo turno 25 marzo 1860 | Primo turno 25 marzo 1860 | Ballottaggio 29 marzo 1860 | Ballottaggio 29 marzo 1860 |
| Partito                            | Partito                            | Candidato                          | Voti                      | %                         | Voti                       | %                          |
| ---------------------------------- | ---------------------------------- | ---------------------------------- | ------------------------- | ------------------------- | -------------------------- | -------------------------- |
|                                    | —                                  | Carlo Cattaneo                     | 129                       | 67,19                     | 189                        | 91,75                      |
|                                    | —                                  | Gian Maria Scotti                  | 63                        | 32,81                     | 17                         | 8,25                       |
|                                    |                                    |                                    |                           |                           |                            |                            |
| Iscritti                           | Iscritti                           | Iscritti                           | 432                       | 100,00                    | 432                        | 100,00                     |
| ↳ Votanti (% su iscritti)          | ↳ Votanti (% su iscritti)          | ↳ Votanti (% su iscritti)          | 208                       | 48,15                     | 213                        | 49,31                      |
| ↳ Voti validi (% su votanti)       | ↳ Voti validi (% su votanti)       | ↳ Voti validi (% su votanti)       | 192                       | 92,31                     | 206                        | 96,71                      |
| ↳ Schede non valide (% su votanti) | ↳ Schede non valide (% su votanti) | ↳ Schede non valide (% su votanti) | 16                        | 7,69                      | 7                          | 3,29                       |
| ↳ Astenuti (% su iscritti)         | ↳ Astenuti (% su iscritti)         | ↳ Astenuti (% su iscritti)         | 224                       | 51,85                     | 219                        | 50,69                      |

Il deputato Cattaneo optò per il collegio di Milano V il 14 aprile 1860 e il collegio fu riconvocato.
| Partito                            | Partito                            | Candidato                          | Primo turno 6 maggio 1860 | Primo turno 6 maggio 1860 | Ballottaggio 10 maggio 1860 | Ballottaggio 10 maggio 1860 |
| Partito                            | Partito                            | Candidato                          | Voti                      | %                         | Voti                        | %                           |
| ---------------------------------- | ---------------------------------- | ---------------------------------- | ------------------------- | ------------------------- | --------------------------- | --------------------------- |
|                                    | —                                  | Guido Susani                       | 85                        | 97,70                     | 98                          | 88,29                       |
|                                    | —                                  | Federico Fenaroli                  | 2                         | 2,30                      | 13                          | 11,71                       |
|                                    |                                    |                                    |                           |                           |                             |                             |
| Iscritti                           | Iscritti                           | Iscritti                           | 432                       | 100,00                    | 432                         | 100,00                      |
| ↳ Votanti (% su iscritti)          | ↳ Votanti (% su iscritti)          | ↳ Votanti (% su iscritti)          | 89                        | 20,60                     | 115                         | 26,62                       |
| ↳ Voti validi (% su votanti)       | ↳ Voti validi (% su votanti)       | ↳ Voti validi (% su votanti)       | 87                        | 97,75                     | 111                         | 96,52                       |
| ↳ Schede non valide (% su votanti) | ↳ Schede non valide (% su votanti) | ↳ Schede non valide (% su votanti) | 2                         | 2,25                      | 4                           | 3,48                        |
| ↳ Astenuti (% su iscritti)         | ↳ Astenuti (% su iscritti)         | ↳ Astenuti (% su iscritti)         | 343                       | 79,40                     | 317                         | 73,38                       |